# 제아미
제아미(일본어: 世阿弥, 1363년 경~1443년 경)는 일본의 전통 가무극인 노를 완성한 예능인으로 수많은 작품을 남기는 다작가이자 23부집에 이르는 예론서의 저자이다. 또한 동시에 흥행을 하고 스스로가 수많은 귀인 관중의 총애를 받던 연기자이기도 하다.
무로마치 시대의 통치자였던 아시카가 요시미쓰의 후원 속에서 왕성한 활동을 하였으나 요시미쓰의 사후 그의 아들인 요시노리로 정권이 바뀌자 사도가섬으로 귀양을 가는 등 만년에는 비극적인 운명을 살다가 귀양지에서 사망하였다.

## 생애
일본 중세 무로마치 초기에 활약했던 인물로, 일본이 자랑하는 전통 예능 노(能)를 대성시킨 장본인이다. 그는 노의 연기자임과 동시에 연출가이기도 했으며, 노의 대본인 요쿄쿠(謠曲)의 명작을 다수 써서 남기기도 해, 당대를 대표하는 예능인이자 문호로 손꼽히는 인물이다. 그가 태어난 시기는 당시 대표적 노 극단 중 하나였던 간제좌(觀世座)의 창시자로 지목되는 아버지 간아미(觀阿彌, 1333∼1384)가 출세의 발판을 막 다졌을 무렵이었다. 새로운 시대를 연 무로마치의 아시카가(足利) 막부 정권이 제3대 쇼군(將軍) 아시카가 요시미쓰(足利義滿, 1368∼1394 재위)의 통치하에 정치적 기반을 더욱 공고히 다지던 시기였다. 
그는 어렸을 적부터 재능이 남달랐고 외모 또한 출중해, 뛰어난 예능인이자 문호로서의 자질을 천부적으로 타고났던 듯하다. 그가 열두 살 되던 무렵, 그러한 그의 모습이 당대 최고 권력자인 제3대 쇼군 요시미쓰(義滿)의 눈에 들었고 요시미쓰는 43세의 나이로 생을 마칠 때까지 제아미의 절대적인 후원자가 되었다. 이 기간 동안 제아미와 그의 극단 간제좌는 다른 경쟁 극단 사람들이 감히 넘볼 수 없는 절대 우위의 번영을 누리게 되었다. 이 같은 요시미쓰의 비호하에 그가 필생의 과제로 삼았던 예술적 지향점은 관객이나 독자가 최대의 감동을 느끼는 매력적 포인트를 가리키는 개념인 ‘꽃’의 완성이었다. 쇼군 요시미쓰도 예술적 안목이 무척 높아, 그 안목의 수준에 맞추려 제아미도 필사적으로 노력했다고 한다. 그리하여 그는 불교적 선(禪) 개념에 입각한 이 꽃 이론을 토대로 해서 ≪풍자화전(風姿花傳)≫, ≪화경(花鏡)≫ 등의 뛰어난 이론서를 써서 남겼다. 이들 저술들의 책 이름에도 ‘화(花)’ 자가 들어 있음을 보아도 이들 저술들의 중심에 ‘꽃’의 이론이 있음을 엿볼 수가 있다. 
하지만 그 뒤를 이은 제4대 쇼군 요시모치, 제6대 쇼군 요시노리(義教)는 제아미를 탄압하여 급기야 늙은 몸으로 사도(佐渡)라는 외딴섬으로 유배되는 지경에까지 이르렀다. 그러나 여기서 간과해서는 안 될 점이 한 가지 있다. 그것은 그 같은 시련의 후반생이 잉태해 낸 산물이기라도 하듯, 여기서 번역해 소개하는 ≪풍자화전≫을 위시한 대부분의 그의 역작들이 이 후반생에 이루어졌다는 점이다. ≪제아미십륙부집(世阿彌十六部集)≫에 수록된 이론서들이 거의 이 시기에 이루어졌던 것이다. 흡사 속살과 껍질의 틈새에 끼어든 불순물의 아픔을 진주로 승화시켜 낸 진주조개처럼 그는 이 암울한 후반생 속에서도 시련에 굴하지 않고 주옥과도 같은 그의 노 작품들 대부분을 지어냈다. 그는 자신에게 주어진 시련의 깊이를 사색의 깊이로 승화시킴으로써, 그가 필생의 과제로 삼았던 연기자로서의 ‘꽃’의 개화를 인생의 무대 위에서도 이룩해 냈다.

## 저서
- 풍자화전(風姿花傳)
- 화경(花鏡)